# Việc tử tế
Việc Tử Tế là chương trình truyền hình được thực hiện bởi VTV. Ra mắt từ năm 2015, chương trình Việc Tử Tế với sự đồng hành của Công ty cổ phần Tập đoàn Trường Hải (THACO).

## Giải thưởng
| Năm  | Giải thưởng | Hạng mục                                 | đề cử | Kết quả   | Tham khảo |
| ---- | ----------- | ---------------------------------------- | --- | --------- | --------- |
| 2022 | VTV Awards  | Chương trình Văn hóa - Thể thao Ấn tượng | * Việc tử tế - Vì đất nước cần những trái tim - Thanh xuân tươi đẹp: Chuyện của mùa thu - Vượt ngưỡng: Nguyễn Linh Na | Đoạt giải | [ 2 ]     |